# William Dunbar (explorateur)
Pour les articles homonymes, voir William Dunbar (homonymie).
William Dunbar (1749-1810) était un marchand, naturaliste, astronome et explorateur américain.
William Dunbar est né près d'Elgin en Écosse. Il est issu d'un second mariage entre son père Sir Archibald Dunbar et Anne Bayne. Il fit ses études au King's College d'Aberdeen entre 1763 et 1767. Au printemps 1771, il embarqua à Londres pour la ville de Philadelphie dans les Treize colonies. Il commença une carrière de marchand et s'associa avec un autre Écossais John Ross. Il acheta une terre près de Bâton-Rouge en Louisiane puis fonda une plantation d'indigo et de coton en 1784 près de Natchez dans le Mississippi actuel. Il épousa Dinah Clark en 1785 qui lui donna neuf enfants.